# Rhizanthera fournieri
Rhizanthera fournieri là một loài thực vật có hoa trong họ Lan. Loài này được (E. Royer) Soó miêu tả khoa học đầu tiên năm 1966.